# Heterostemma piperifolium
Heterostemma piperifolium är en oleanderväxtart som beskrevs av George King och Gamble. Heterostemma piperifolium ingår i släktet Heterostemma och familjen oleanderväxter. Inga underarter finns listade i Catalogue of Life.